# Aliança Internacional das Universidades de Pesquisa
A International Alliance of Research Universities (IARU, ou Aliança Internacional das Universidades de Pesquisa em português) foi criada em janeiro de 2006 como uma preeminente rede cooperativa de universidades internacionais dedicadas à pesquisa. Na fundação, foi eleito o professor Ian Chubb, vice-chanceler da Australian National University como presidente para o biênio 2006-07.  

## Composição
Os membros da IARU são:
- Australian National University
- University of Cambridge
- University of Oxford
- University of California (Berkeley)
- Yale University
- Universidade de Pequim
- National University of Singapore
- Universidade de Tóquio
- Universidade de Copenhague
- ETH Zurique